# Otmarov (Přibyslavice)
Otmarov (německy Othmarau) je vesnice, součást obce Přibyslavice v okrese Brno-venkov.

## Historie
Ves vznikla v těsné blízkosti Přibyslavic, severozápadně od jejich jádra, které se nachází v údolíčku kolem Přibyslavického potoka. Otmarov byl založen během raabizace v roce 1786 parcelací místního dvora. Pojmenován byl podle Otmara Konráda, probošta rajhradského kláštera, kterému patřilo domašovské panství, kam Přibyslavice spadaly. Poplužní dvůr byl rozparcelován a jeho stavení získali familianti. Ves si tak zachovala urbanistickou strukturu pravoúhlého dvora s nově vytvořenou návsí uprostřed. Severně od bývalého dvora vznikla domkařská zástavba, která vytvořila krátkou kolmou ulici. Otmarov byl původně od přibyslavického intravilánu poněkud oddělen, v dalších desetiletích však postupně zástavba Přibyslavic dorazila i k Otmarovu. Ten nyní tvoří severozápadní okraj obce (ulice Otmarov, Radoškovská, U Hřiště).
Otmarov byl od počátku součástí blízkých Přibyslavic. Od poloviny 19. století měl status osady, který ztratil v 50. letech 20. století.

## Obyvatelstvo
| Rok            | 1869 | 1880 | 1890 | 1900 | 1910 | 1921 | 1930 | 1950 | 1961 | 1970 | 1980 | 1991 | 2001 | 2011 | 2021 |
| -------------- | ---- | ---- | ---- | ---- | ---- | ---- | ---- | ---- | ---- | ---- | ---- | ---- | ---- | ---- | ---- |
| Počet obyvatel | 157  | 158  | 152  | 142  | 115  | 117  | 137  | 136  | —    | —    | —    | —    | —    | —    | —    |
| Počet domů     | 22   | 25   | 25   | 25   | 24   | 24   | 27   | 30   | —    | —    | —    | —    | —    | —    | —    |

Vývoj počtu obyvatel